# Детритофаги

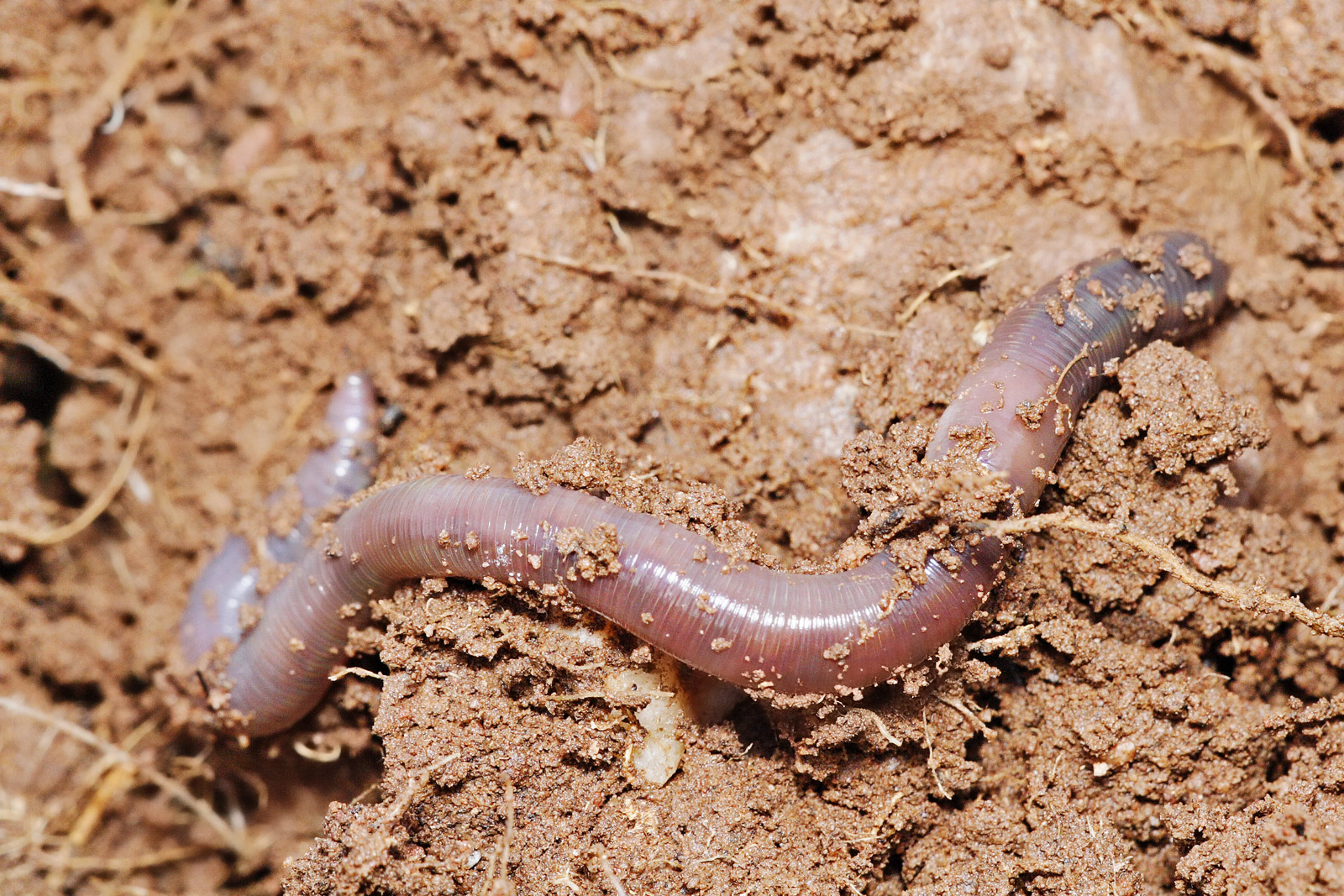
Дощовий черв'як є типовим детритофагом

Детритофа́ги (від лат. detritus — «перетертий» та …фаг) — водні та суходільні тварини, які живляться детритом разом з мікроорганізмами, які у них містяться. Детритофаги є гетеротрофами, належать до сапротрофів.
Суходільні детритофаги (дощові черви, більшість двопарноногих багатоніжок, личинки деяких комах) живляться органічними речовинами ґрунту та живими мікроорганізмами, які його населяють.
До водних детритофагів належать ґрунтоїди та частково сестонофаги. До водних детритофагів належать багато малощетинкових червів, двостулкові молюски, планктонні ракоподібні, коловертки тощо. Одні детритофаги відфільтровують дрібні частинки детриту з води за допомогою спеціальних фільтрувальних органів, інші живляться ними безпосередньо (ґрунтоїди).
Детритофаги є важливою ланкою колообігу речовин у природних екосистемах.